# Wimbish
Wimbish est un village et une paroisse civile dans le district non métropolitain d'Uttlesford dans le comté d'Essex en Angleterre au Royaume-Uni. La première mention écrite du village remonte à 1042 et était alors appelé Winebisc. Il a été mentionné en tant que Wimbeis dans le Domasday.

## Annexe